# Szkolna imprezka
Szkolna imprezka (tytuł oryg. Fack ju Göhte) – niemiecka komedia wyreżyserowana przez Borę Dagtekina do scenariusza jego własnego autorstwa. Do października 2015 roku film został obejrzany przez ponad 7 300 000 widzów.
Główne role grają Elyas M’Barek i Karoline Herfurth, role poboczne grali młodzi aktorzy Max von der Groeben i Jella Haase. Szkolna imprezka została wyprodukowana przez Rat Pack Filmproduktion wspólnie z Constantin Film.
Sequel Szkolna imprezka 2 pojawił się w kinach 10 września 2015 roku w niemieckich kinach. W roku 2016 powstał meksykański remake No Manches Frida. 26 października 2017 odbyła się premiera 3. części trylogii Fack ju Göhte. 12 stycznia 2024 roku w kinach zagościła polska wersja tego filmu o nazwie Piep*zyć Mickiewicza.

## Fabuła
Film opowiada o losach kryminalisty, Zekiego Müllera, zwolnionego z więzienia, gdzie siedział za napad na bank. Zeki chce odzyskać łup, zakopany wcześniej na budowie, gdzie powstała nowo wybudowana sala sportowa gimnazjum im. Goethego w Monachium. Elisabeth „Lisi” Schnabelstedt jest praktykantką w tej samej szkole. Zeki ubiegał się o wakat zmarłego dozorcy, ale przez nieporozumienie zostaje zatrudniony jako nauczyciel na zastępstwo, w końcu przypada mu rola wychowawcy trudnej i sprawiającej trudności pedagogiczne klasy 10b. Zeki stosuje niekonwencjonalne metody, m.in. akcję malowania pociągu, na którym jeden z uczniów napisał Fack ju Göhte. Jest to napisane nieortograficznie wyrażenie Fuck you, Goethe. 
Po znalezieniu łup, Zeki planuje kolejny napad, jednak przerywa go, gdy zaczepia go jeden z jego uczniów a w tle widzi przejeżdżający pociąg z napisem Fack ju Göhte. 

## Produkcja

### Kasting
Rola Zekiego Müllera została napisana przez Dagtekina dla Elyasa M’Barka. Daktekin i M’Barek pracowali już razem przy serialach takich jak Uczennica, Z pamiętnika lekarki i Turecki dla początkujących i kinowej adaptacji. Lena Schönmann chwaliła M’Bareka go za jego „niewiarygodną dyscyplinę”, gdyż wiele miesięcy przed rozpoczęciem prac nad filmem trenował z trenerem personalnym i schudł osiem kilo, żeby mógł pokazać wytrenowane ciało tak jak w Tureckim dla początkujących.
Żeńską rolę główną przejęła nominatka Nagrody Grimmego Karoline Herfurth, która po występie w Dziewczyny, dziewczyny (2001) i jej sequelu w 2004 grała w niewielu komediach. Rolę pani dyrektor dostała Katja Riemann, która występowała gościnnie w Turecki dla początkujących. Uschi Glas można zobaczyć w roli zdenerwowanej nauczycielki Ingrid Leimbach-Knorr.
Rola jednego z uczniów przypadła Maxowi von der Groebenowi, który gra szkolnego zawadiakę – Dangera, podczas gdy Jella Haase gra blacharę Chantal.

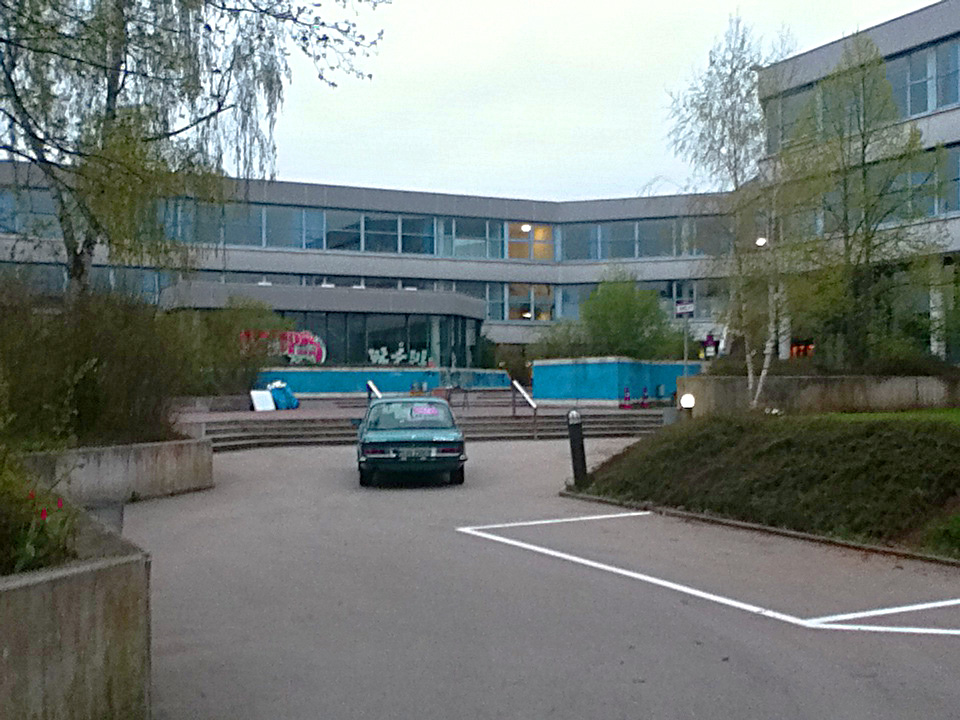
Scena szkoły im. Goethego pierwszego dnia

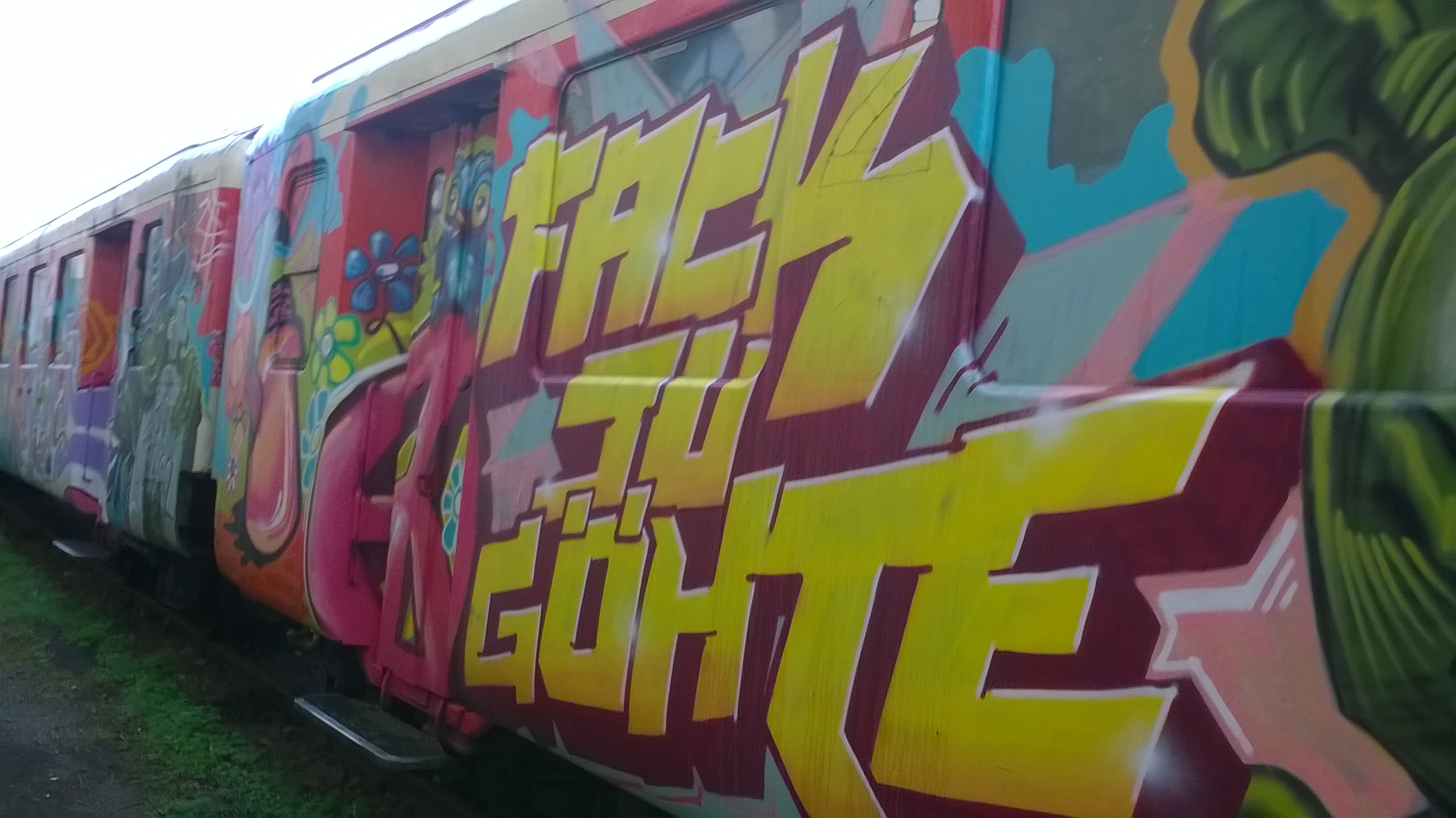
Pociąg użyty w filmie

### Prace nad filmem
Film był kręcony głównie w Berlinie i w Monachium. Gimnazjum im. Lise-Meitner w Unterhaching zostało użyte jako filmowa szkoła im. Goethego. Szkołę tę można już było zobaczyć w filmie Szkoła, jak i w ekranizacji powieści Chmura. W Berlinie zostały nakręcone sceny m.in. w pobliżu Kurfürstendamm, jak i w dzielnicy blokowisk w Neukölln. Sceny na basenie nakręcono w pływalni sportowo-nauczycielskiej w Berlinie-Schönebergu. Sceny w więzieniu w starym więzieniu NRD na ulicy Keibelstraße w Berlinie.
Prace filmowe zaczęły się 28 kwietnia 2013 i trwały 41 dni.

### Premiera
28 lipca 2013 pojawiły się cztery trailery, jeszcze przed premierą kinowego traileru 10 października 2013. W dniu 29 października 2013 nastąpiła premiera w kinie Mathäser w Monachium. 2 listopada 2013 w Niemczech i Austrii rozpoczęła się tygodniowa trasa filmowa z udziałem Borego Dagtekina, Elyasa M’Barka i Karoline Herfurth, przed premierą 7 listopada 2013 w niemieckich kinach.

## Nagrody
- 2014: Bambi w kategorii Film National[5]
- 2014: Deutscher Comedypreis(inne języki) dla najbardziej udanej komedii kinowej[6]
- 2014: Jupiter w kategoriach Najlepszy niemiecki film i Najbardziej udany niemiecki film[7]
- 2014: Nagrodę publiki Bawarskiej nagrody filmowej[8]
- 2014: Platynową nagrodę Bogey dla 5 milionów widzów w ciągu 50 dni[9]
- 2014: Złote płótno z gwiazdą dla więcej niż 6 milionów widzów[10]
- 2014: Nominacja do Niemieckiej nagrody filmowej w kategorii Najlepszy scenariusz[11]
- 2014: Nominacja do Niemieckiej nagrody filmowej dla Jelli Haase(inne języki) und Katji Riemann w kategorii Najlepsze umiejętności aktorskie – damska rola poboczna[11]
- 2014: Nagroda specjalna New Faces Award(inne języki) dla producentów Leny Schömann(inne języki) und Christiana Beckera[12]
- 2014: Niemiecka nagroda filmowa dla najczęściej oglądanego filmu roku[13]
- 2015: Nominacja w kategorii Kino Niemieckiej nagrody filmu dźwiękowego dla audiodeskrypcji mówionej przez Ariberta Moga[14][15]